# VM i brydning 2009
VM i brydning 2009 fandt sted i Herning i perioden 21. – 27. september 2009. Der konkurreredes i fristil for mænd og damer samt i græsk-romersk brydning for mænd.